# Zenon Biniek
 Zenon Biniek  (ur. 6 listopada 1948 w Biadkach) –  ekonomista, dr hab., wykładowca akademicki.

## Życiorys
W 1979 r.  uchwałą Rady Wydziału Inżynieryjno-Ekonomicznego Transportu Politechniki Szczecińskiej uzyskał stopień doktora nauk ekonomicznych. W 1988 r. uzyskał stopień doktora habilitowanego nauk ekonomicznych w zakresie ekonomii w Wyższej Szkole Komunikacji im. Friedricha Liste w Dreźnie. W latach 80. XX wieku pracował na Politechnice w Zurychu, a w latach 90. na Politechnice w Berlinie. W latach 1995–2009 związany  z Politechniką Szczecińska. Obecnie pracownik naukowy Wyższej Szkoły Finansów i Zarządzania w Warszawie oraz prorektor Wyższej Szkoły Technologii Informatycznych w Warszawie. Obszar swoich zainteresowań skupia na zastosowaniu: informatyki w ekonomii i zarządzaniu, sieci Petri do modelowania procesów biznesowych. Zajmuje się także projektowaniem baz danych SQL, analiza systemową, komputerowym wspomaganiem decyzji, informatyką biurową oraz zastosowaniem informatyki w e-biznesie i e-government.

## Wybrane publikacje
- Biniek Z., Informatyka w zarządzaniu, Wybrane zagadnienia, Warszawa, 2009.
- Biniek Z., Glembiń J., Wołowski F., Podpis elektroniczny w systemach biurowych, [w:] Podpis elektroniczny w administracji i zarządzaniu, Warszawa, 2005.
- Biniek Z., Komputerowe modelowanie organizacji, [w:] Metody informatyki stosowanej w zarządzaniu, Szczecin, 2004, s. 227-238.
- Biniek Z., Analiza systemowa i projektowanie baz danych SQL, Warszawa, 2002.
- Biniek Z., Administrowanie bazami danych, Warszawa 2002.
- Biniek Z., Programowanie w SQL, Warszawa, 2002.